# Prostituția în Grecia Antică
Prostituția reprezenta una din componentele vieții cotidiene a grecilor antici, din epocile arhaică, clasică și elenistică. În cele mai importante orașe grecești, și în special în porturi, o proporție semnificativă a populației avea această ocupație și, prin urmare, reprezenta una din activitățile economice principale. Era departe de a fi considerată o ocupație ilegală: orașele nu o condamnau, iar bordelurile funcționau fără nicio restricție.
Unul din conceptele fundamentale în jurul căruia s-a dezvoltat societatea greacă antică a fost acela de „cetățean (membru al cetății)”, ca unic beneficiar de drepturi și libertăți civice. Cetățeni deveneau doar copiii născuți din căsătoria dintre un cetățean și o femeie liberă, fiică a unui cetățean. Acest fapt a impus o reglementare și un control strict al societății asupra relațiilor dintre bărbați și femei. Grecii antici au fost nevoiți să renunțe la poligamie și să adopte un model social strict monogam. Au fost reglementate legal aspectele referitoare la adulter, căsătorie și drepturile copiilor născuți în cadrul acesteia.
Pentru a permite satisfacerea nevoilor fiziologice ale cetățenilor fără a afecta temelia socială a comunității, orașele grecești au tolerat apariția și existența prostituției, ca un fenomen social marginal dar necesar bunei funcționări a vieții cetății.
În Atena, i se atribuie legendarului legiuitor Solon crearea de bordeluri de stat (lupanare), așa numitele „dicterion”, la prețuri moderate, beneficiare ale unui privilegiu de inviolabilitate și care erau supravegheate de funcționari publici. Pe lângă aceste bordeluri, societatea greacă antică a cunoscut și existența hetairelor sau curtezanelor, care reprezentau segmentul de lux al prostituției, fiind destinate elitei politico-economice a cetății.
Fenomenul prostituției afecta în mod inegal cele două sexe: se prostituau femei de toate vârstele și bărbați tineri, în timp ce clientela acestora era una predominant masculină. Trebuie menționat că societatea greacă antică accepta bărbaților orice tip de legătură, fie heterosexuală, fie homosexuală, fără a face însă o distincție identitară, în timp ce femeilor le era interzisă orice fel de legătură extraconjugală.

## Considerații generale privind problema sexualității în Grecia Antică

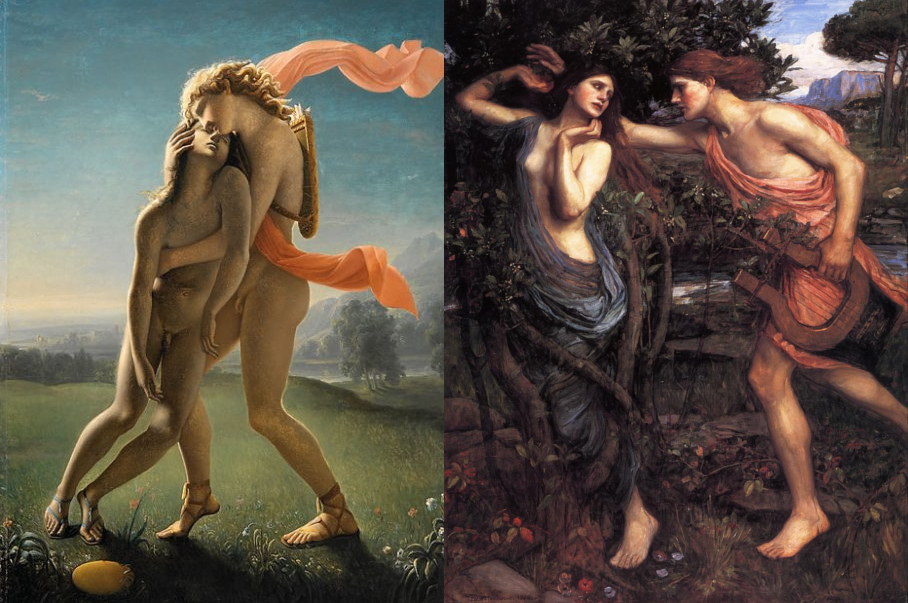
Zeul Apollo în două ipostaze: Moartea lui Hiacint și Apollo și Dafne

Pentru a înțelege concepțiile despre viața sexuală a grecilor antici trebuie avute în vedere că spiritul și practica normelor sociale din Grecia acelei perioade erau sensibil diferite de cele din prezent: grecii antici nu făceau o distincție clară între comportamentul heterosexual și homosexual, și în tot cazul nu în sensul celei din zilele noastre.:pp 3-15:p. 55 Spre deosebire de prezent, ei practicau „o bisexualitate fără implicații identitare”. Pentru ei nu existau două tipuri de dorințe, una heterosexuală și una homosexuală, singura atracție o constituia „frumusețea unei persoane, indiferent de sexul acesteia”.:p. 130 Grecii nu interpretau raporturile dintre două persoane după natura lor sexuală, ci prin prisma raporturilor de dominare: bărbatul care poseda era considerat superior în timp ce persoana posedată (indiferent de sexul acesteia) era una percepută întotdeauna ca fiind inferioară.:pp 3-15
În societatea grecească antică, care era una puternic misogină, o relație heterosexuală nu prezenta niciun fel de problemă, ea nu făcea decât să confirme că bărbatul era superior femeii.:pp 56-57 Se poate estima că situația femeilor căsătorite era una puțin de invidiat, deoarece ele erau obligate să se supună voinței soților lor și să le rămână fidele, în timp ce soții lor erau liberi să se angajeze în relații extraconjugale, în particular cu băieți tineri.:pp 88-89
Într-o manieră analogă, un bărbat care poseda un adolescent nu făcea decât să își exprime astfel superioritatea poziției sale, economică, socială sau politică.:p. 56 Homosexualitatea, în sensul ei modern, nu era acceptată de societatea greacă: dragostea bărbaților nu era și nu trebuia deturnată de la iubirea pentru femei. Norma socială cerând de la toți cetățenii să se căsătorească și să aibă copii.:p. 58 Societatea greacă antică era una profund homofobă și puțin tolerantă: bărbații efeminați sau „alergătorii după băieți” erau luați în derâdere, disprețuiți și batjocoriți.
Aceste lucruri erau reflectate și în normele morale și juridice care guvernau societatea grecilor antici. În Atena, doar soțiile legitime puteau da naștere copiilor care mai târziu deveneau cetățeni,:pp 125-126 garantarea păstrării castității și prevenirea relațiilor extraconjugale pentru această categorie de femei era o preocupare esențială nu numai pentru familiile lor, ci și pentru societate în ansamblul său.:p. 126 Astfel, seducerea unei femei căsătorite era o infracțiune foarte gravă, căci acest fapt putea induce dubii asupra calității de viitori cetățeni ai descendenților respectivei femei.:p. 126 În ciuda acestei interdicții formale, era însă moralmente acceptabil pentru un bărbat să aibă relații sexuale cu concubine, prostituate, rezidente străine sau sclave, în timp ce soțiile erau constrânse la fidelitate absolută.:p. 126

## Prostituția feminină
Pseudo-Demostene⁠(en)[traduceți] proclama în secolul al patrulea înaintea erei noastre în fața cetățenilor adunați într-o instanță de judecată: avem curtezane pentru a ne satisface plăcerile, concubine care să ne ofere îngrijirea zilnică și soții care să ne dea copiii legitimi și să fie gardieni credincioși ai căminelor noastre.:p. 122

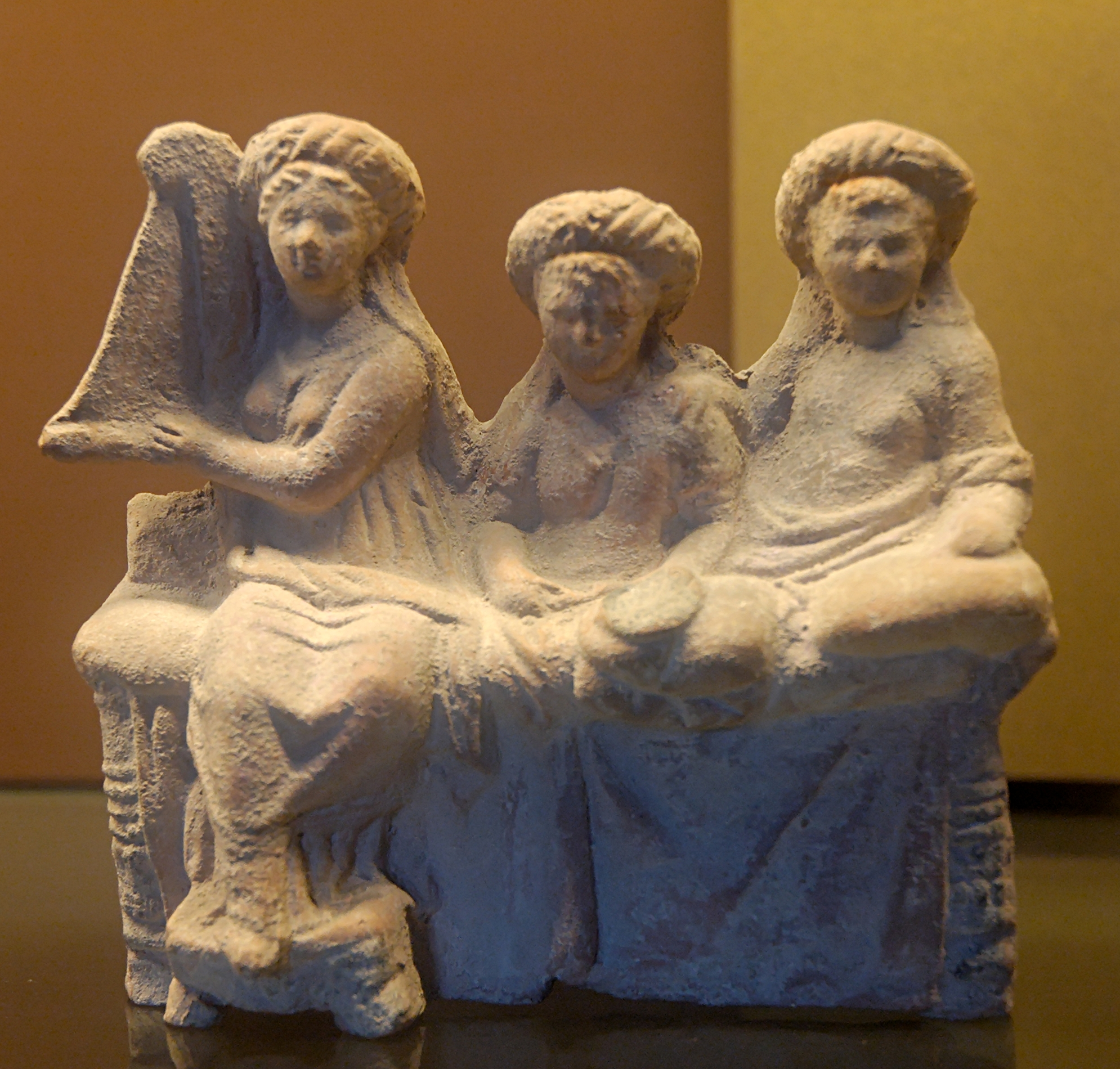
Hetaire pe bancă, sec, I îen.

Realitatea era probabil mai puțin caricaturală, citatul menționat neînsemnând că grecii nu aveau scrupule morale, și de aici apelarea în mod curent la prostituate. În acest sens, legile ateniene condamnau aspru în același timp relațiile în afara căsătoriei cu o femeie liberă; astfel, în cazul unui adulter, soțul încornorat avea dreptul de a-l ucide pe amantul prins în fapt, la fel ca și în caz de viol. Vârsta medie pentru căsătorie era una înaintată pentru acele vremuri, de 30 de ani pentru bărbați, așa că tinerii atenieni nu aveau de ales dacă voiau să aibă relații heterosexuale, fiind nevoiți să apeleze la sclave sau prostituate.:p. 87
Existența prostituției feminine destinată unei clientele feminine este slab documentată. Aristofan, în celebrul său discurs despre dragoste din Banchetul lui Platon le menționează pe hetaire (ἑταιρίστριαι-hetairistriai), acea parte a femeilor care nu acordă nicio atenție bărbaților preferând să se adreseze femeilor, din rândul acestora provenind tribadele. Lucian din Samosata se referă și el la această practică în Dialogurile Curtezanelor când o menționează pe Mégilla, „una din acele tribade cum se întâlnesc în Lesbos”, dar este posibil să fie doar o preluare din dialogul lui Platon.
Deși textele lui Platon și Lucian din Samosata au un anumit nivel de relativitate și nu sunt foarte precise în acest sens, unii autori consideră că ele se referă la prostituate destinate unei clientele lesbiene.:p. 180
Termenul „tribadă” provine din grecescul τριβάς (tribas), care semnifică „o femeie care practică un viciu nenatural cu ea însăși sau cu o altă femeie”, termen derivând la rândul său din verbul τρίβω (tribo - a freca). Din această cauză tribadele erau considerate cele mai vulgare dintre lesbiene.

### Pornai

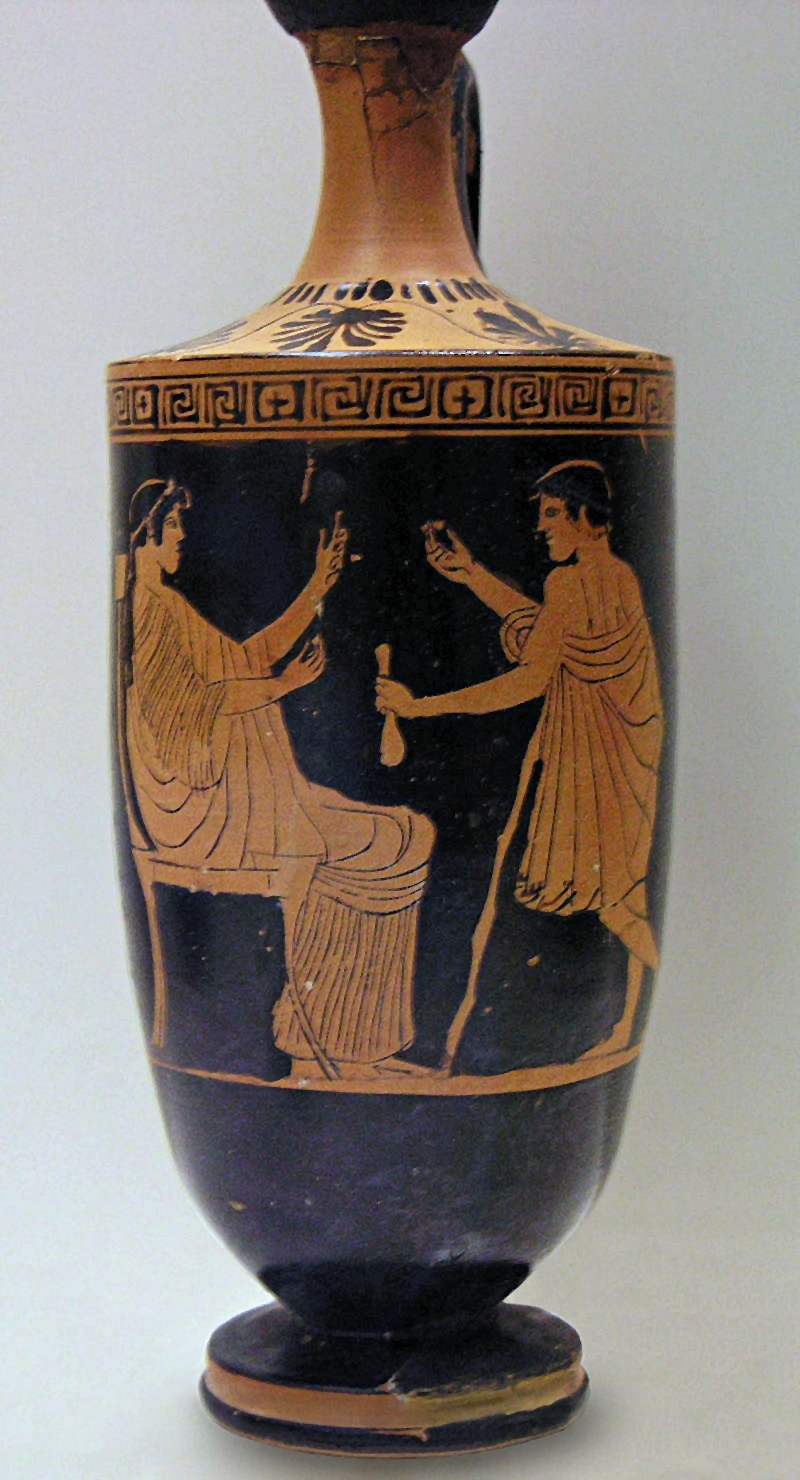
Curtezană primind un client, sec. V, îen.

Prostituatele ateniene erau clasificate în mai multe categorii. Pe treapta cea mai de jos a ierarhiei se găseau cele denumite πόρναι (pornai), care — așa cum indică etimologia sa, provenind din grecescul πέρνημι  (pernemi, a vinde) — sunt în general sclave, proprietate a unui πορνοϐοσκός (pornoboskós, proxenet) care literal înseamnă „păstor de prostituate”, ce achită o taxă pe venitul pe care acestea îl produceau.:p. 109
Proprietarul putea să fie doar un cetățean atenian, pentru care această ocupație era o sursă de venit ca oricare alta: un orator din secolul al IV-lea î.e.n. avea chiar două astfel de surse care stăteau la baza averii sale.:p. 63 Teofrast îi așeza pe proxeneți în același rând cu hangiii și colectorii de impozite, într-o listă cu profesii obișnuite, dar nu foarte onorabile.:p. 154 Pe lângă deținătorii cetățeniei, legislația ateniană permitea și unei categorii de rezidenți străini (μέτοικος) să fie proprietari de bordeluri.
În epoca clasică femeile prostituate erau sclave de origine barbară, dar începând cu epoca elenistică acestora li se adaugă tinerele fete exploatate de tații lor cetățeni și prezentate ca fiind sclave până la dovedirea contrariului. Acest caz pare a fi fost destul de frecvent deoarece Clement din Alexandria îi punea în gardă pe cei care frecventau prostituatele împotriva pericolului de incest: „câți dintre tații care și-au abandonat copiii au, fără să știe, relații sexuale cu băieții lor ce se prostituează sau cu fetele lor devenite curtezane…”. Persoanele care se prostituau lucrau în bordeluri situate în cartiere binecunoscute pentru practicarea acestei activități, cum era Pireu, portul maritim al Atenei, sau Kerameikos (Κεραμεικός), cartierul olarilor din Atena, fiind frecventate de regulă de marinari și cetățenii săraci.
Din această categorie făceau parte și femeile din bordelurile de stat ateniene, conform lui Athenaios care-i citează pe autorul de comedii Filemon și pe istoricul Nicandru din Colofon:25 Solon a fost cel care „a reușit să liniștească ardoarea tinerilor, […] luând inițiativa de a deschide lupanare în care a adus femei tinere cumpărate”. Aceste bordeluri de stat „dicterions” aparțineau cetățenilor bogați și erau administrate de angajați numiți „pornobosceions” și supravegheate de funcționari publici. Ele beneficiau de privilegiul inviolabilității, fiind la început deschise în porturi pentru marinari.:p. 103  Prostituatele care lucrau aici erau numite „dicteriade”.:p. 15 După cum declamă unul din personajele din Adelphes:
„Tu Solon, tu ai făcut acolo o lege de utilitate publică, căci ești tu cel care pentru prima dată, am spus, ai înțeles necesitatea acestei instituții democratice și binefăcătoare, Zeus mi-e martor! Este important să spun asta. Orașele noastre erau un furnicar de băieți săraci pe care natura îi constrângea cu asprime, astfel încât ei s-au rătăcit pe drumuri nefaste: pentru ei tu ai cumpărat apoi ai așezat în diferite locuri femei prea bine înzestrate și gata de a fi folosite. Ele se arată nude, deci nu te poți înșela asupra a ceea ce primești, aruncă-ți privirea peste tot. S-ar putea să fii puțin nesatisfăcut? Sunt lucruri care nu-ți convin? În schimb ușa e larg deschisă. Prețul: un obol. Intră direct. Nu sunt prostii sau înșelătorii. Fă ce îți place și cum îți place. Pleci. Spune-i femeii „la revedere”, ea nu o să-ți mai ceară nimic.”—Athenaios, Deipnosophistes
Așa cum subliniază și personajul din opera lui Filemon, bordelurile soloniene au făcut accesibilă obținerea satisfacerii nevoilor sexuale pentru toți indiferent de valoarea veniturilor personale pe care le aveau. Succesul ideii l-ar fi determinat pe Solon să înalțe, în semn de mulțumire, un templu dedicat Afroditei Pandemos, în traducere literală „Afrodita Tuturor”, cu banii proveniți din taxa pe bordeluri (pornikotelos).:p. 15
Chiar dacă veridicitatea istorică a acestor relatări nu poate fi atestată, ele arată totuși că atenienii considerau prostituția ca una din părțile componente ale sistemului lor democratic. În ceea ce privește prețul, sursele istorice menționează des tariful de „un obol” pentru serviciile cele mai simple oferite de prostituatele cele mai ieftine. E dificil de știut dacă aceasta era realitatea sau era doar un mod metaforic de a sublinia accesibilitatea acestor servicii în epoca respectivă.

### Prostituatele independente

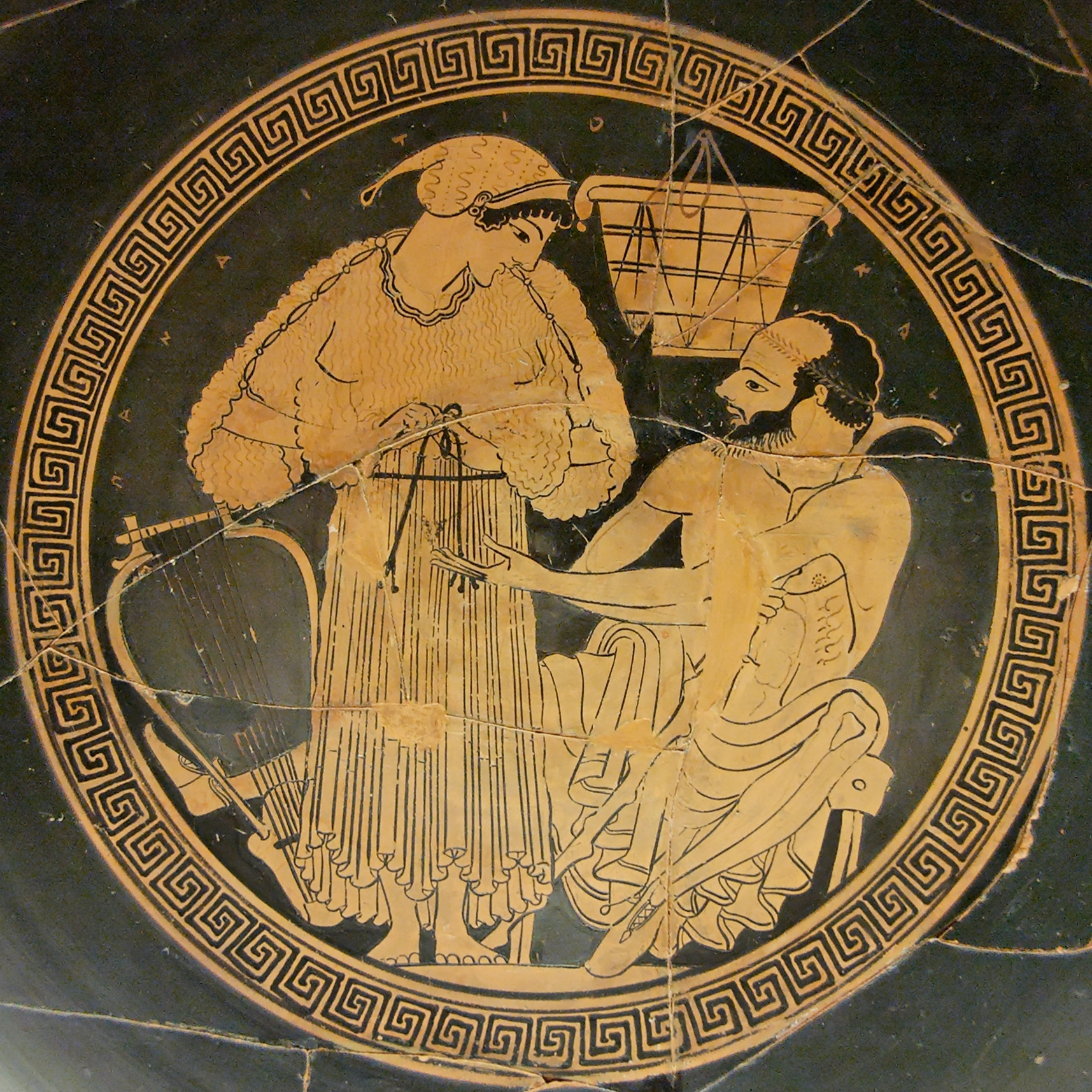
Curtezană muzicantă dezbrăcându-se în fața clientului, sec. V îen.

O treaptă mai sus decât „pornai” erau situate acele prostituate care fuseseră sclave, dar care își obținuseră statutul de persoane libere. Statutul lor era foarte apropiat de cel al hetairelor sau concubinelor. Pe lângă etalare în direct a șarmului lor potențialilor clienți, acestea recurgeau și la o serie de artificii publicitare: astfel, ele purtau sandale cu tălpi speciale concepute să imprime pe sol inscripția ΑΚΟΛΟΥΘΙ (AKOLOUTHI – URMEAZĂ-MĂ!). Totodată, ele utilizau machiajul, după cum se pare unul nu foarte discret: Eubulos, autor de comedii din secolul al IV-lea î.e.n., în opera sa Negustorii de coroane, le ia în derâdere pe aceste prostituate „tencuite cu praf alb de plumb și cu obrajii înroșiți cu suc de mure”. În zilele toride de vară acestea ofereau un spectacol grotesc cu fețele lor albe pe care apăreau „râuri” de suc de mure care săpau șanțuri adânci în statul gros de praf de plumb de pe față.
Proveniența acestor prostituate era una diversă: femei rezidente străine care nu găseau altceva de muncă, văduve sărace, foste „pornai” care reușiseră să se răscumpere – adeseori pe credit. În Atena, trebuia ca ele să se înregistreze la autoritățile publice și să plătească o taxă. Unele dintre ele reușeau să facă avere din meseria practicată. Spre exemplu, în secolul I e.n. în orașul grecesc Kopos situat în Egipt, taxele de trecere erau de 108 drahme pentru prostituate, față de 20 de drahme pentru celelalte femei.
Cu toate acestea, tarifele pe care acestea le practicau sunt greu de evaluat, se pare că acestea variau destul de mult. În secolul al IV-lea î.e.n. Theopomp arată că prostituatele din această a doua categorie pretindeau pentru serviciile prestate un stater (două drahme), iar la mijlocul secolului I î.e.n. filosoful epicurian Filodem din Gadara menționa un sistem de tip abonament care costa cinci drahme pentru douăsprezece vizite: „… până acum dădeam ei [o femeie căsătorită neprecizată n.n.] cinci drahme pentru o vizită și o posedam cu teama în suflet și tremurând și, Dumnezeule, ea nu e nici măcar drăguță. Acum îi dau Lysianassei cinci drahme pentru doisprezece vizite și ea arată și mai bine și nici nu mai trebuie să păstrez secretul”.
În secolul I e.n., în Dialogurile Curtezanelor a lui Lucian din Samosata, prostituata Ampélis considera cinci drahme pentru o vizită ca fiind un tarif nesatisfăcător. În același text, mama sa o certa pe tânăra Musarium că refuzase două oferte primite din partea unor domni bogați de a face dragoste cu ea contra a una sau două mina, preferând să rămână fidelă soțului său. Suma era una foarte mare având în vedere că o mina valora 100 de drahme.
În sens opus, o tânără și frumoasă prostituată putea impune un preț mai bun decât al unei tovarășe de muncă ale cărei farmece erau în declin, chiar dacă reprezentările grafice de pe obiectele ceramice care s-au păstrat arată că exista o anumită cerere pe piață și pentru femeile în vârstă. În aceeași măsură, prețul depindea și de faptul dacă clientul dorea să își asigure drepturile de exclusivitate asupra serviciilor prostituatei. Mai existau și soluții intermediare, în sensul în care un grup de prieteni cumpărau exclusivitatea pentru serviciile unei prostituate, fiecare din ei având dreptul să petreacă un anumit timp cu ea. În această categorie mai pot fi incluse și acea categorie de muzicante și dansatoare care erau invitate să anime petrecerile și banchetele bărbaților.
În Constituția Ateniană, Aristotel menționa printre atribuțiunile specifice celor 10 magistrați aleși la conducerea cetății (ἀστυνόμοι - astynómoi), sarcina de a veghea ca „cei care cântă la flaut, (fluier), liră și țiteră nu sunt închiriați cu mai mult de două drahme pe noapte”. Oferirea de servicii sexuale cu aceste ocazii, deși nemenționată în mod explicit, putea face parte din înțelegerile încheiate între organizatori și animatoare, așa că prețul real, în ciuda controalelor executate de magistrați, a manifestat o tendință de creștere continuă de-a lungul acestei perioade.
Dansatoarele, acrobatele și muzicantele erau folosite pentru animarea petrecerilor. Teofrast, în opera sa Caractere, prezintă cazul unui proprietar de sclavi care închiriază fete, muzicante și dansatoare pentru satisfacerea tuturor plăcerilor tovarășilor săi de petrecere.

### Hetairele

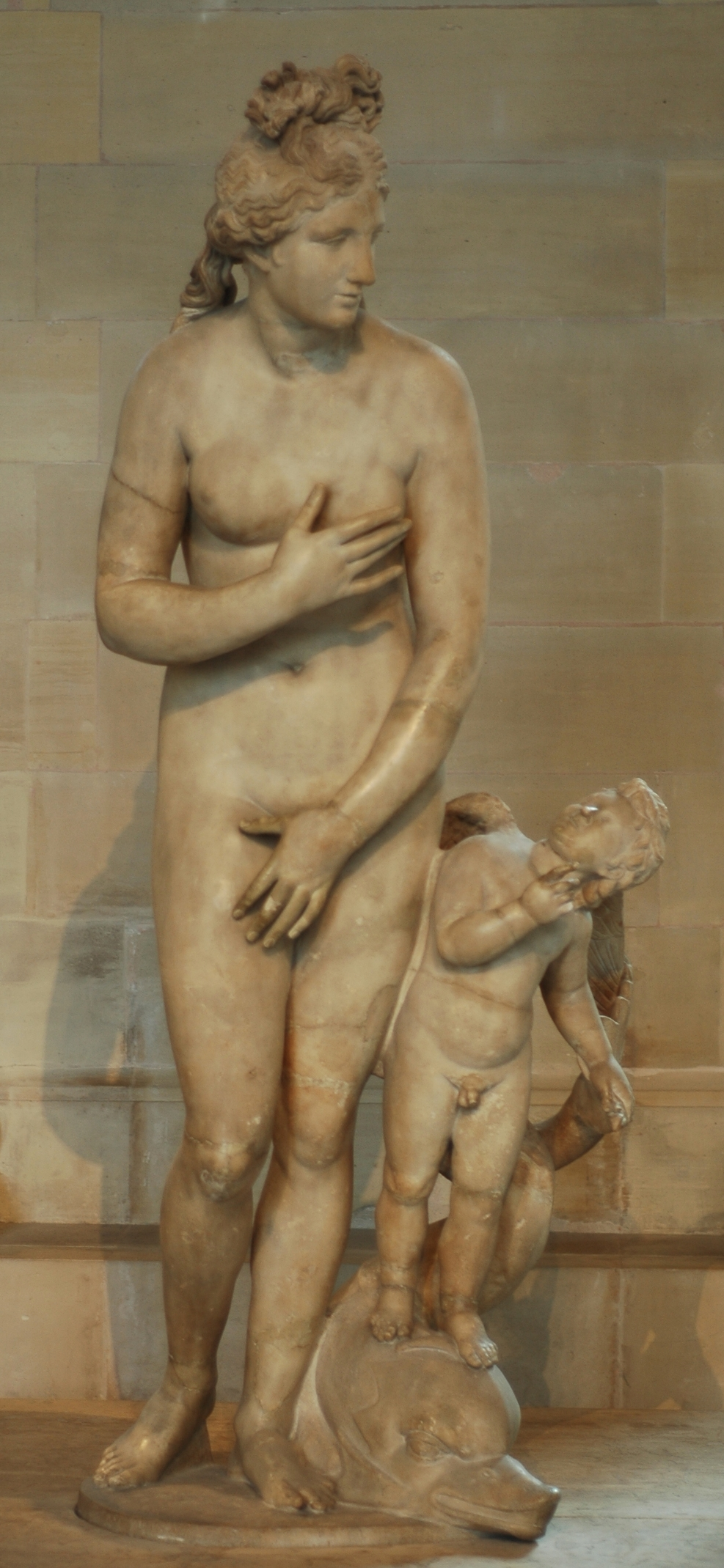
Statuia Afroditei, opera sculptorului Praxitele, având ca model pe hetaira Phryné

Hetairele nu se limitau la oferirea de servicii sexuale, iar prestațiile lor nu sunt unele punctuale. Hetairă (ἑταίρα) însemnă în traducere literală „companie”, prima utilizare cunoscută a sa cu sensul de „curtezană” fiind de către istoricul Herodot în Istoria sa unde o menționează pe „… Rhodopis care fusese adusă în Egipt de Xantos din Samos, pentru a practica aici meseria de curtezană (ἑταίρης).”:p. 107 Curtezanele posedau în general o educație înaltă și erau capabile să ia parte la conversații între indivizi cultivați, de exemplu pe timpul banchetelor. Singura excepție dintre femeile elene erau femeile din Sparta, care erau independente și puteau să își poarte singure de grijă. Concubinele primeau daruri de la câțiva „companioni” (hetairoi) sau „prieteni” (philoi), care le asigurau întreținerea și cărora le acordau favorurile lor. Este vorba cel mai adesea de rezidente străine, cum a fost cazul Aspaziei, originară din Milet, sau Neera, originară din Corint.
Aspazia, amanta lui Pericle, era astfel cea mai celebră femeie din secolul al V-lea î.e.n. Ea i-a atras în mreje pe Sofocle, Fidias sau Socrate și pe discipolii săi. Pericle o considera „o femeie de spirit, care avea inteligența lucrurilor politice”, iar conform lui Plutarh, „ea domina bărbații politici cei mai proeminenți și inspira filosofilor un interes care nu era nici mic, nici de neglijat”.
Ne sunt cunoscute câteva nume ale unor astfel de hetaire. Din epoca clasică sunt menționate: Teodota, concubina lui Alcibiade și Cebes din Teba, cu care Socrate dialoghează în Memorabile; Neera, subiect al unui celebru discurs din Pseudo-Demonestene; Phryne, modelul Afroditei din Cnidos, capodopera sculptorului Praxitele a cărui amantă era, dar și concubina oratorului Hiperide, care a apărat-o într-un proces de infidelitate; Leontion, concubina lui Epicur, ea însăși o filosoafă; dar și Lais din Hyccara, amanta obișnuită a sculptorului Miron și proverbiala Lais din Corint o „femeie de o frumusețe răvășitoare care-și vindea favorurile la un preț exorbitant”, pentru care Aristip a făcut o mare pasiune ce l-a ruinat.
Din epoca elenistică putem cita pe Pythonike, amanta lui Harpale, trezorierul lui Alexandru cel Mare, sau o altă Thais, amanta atât a lui Alexandru cât și a succesorului său la tron, Ptolemeu.
Unele dintre aceste hetaire sunt foarte bogate. Xenophon o descrie pe Teodota înconjurată de sclave, în veșminte bogate și trăind într-o casă luxoasă. Altele se disting prin cheltuielile lor extravagante: cum ar fi Rhodopis, curtezana din Egipt eliberată de fratele poetei Safo, care a ieșit în evidență prin faptul că a pus să fie construită o piramidă. Herodot nu crede această povestire dar descrie o inscripție care arată că aceasta a finanțat cu sume importante Oracolul din Delphi.
Tarifele practicate de curtezane prezintă diferențe semnificative, dar oricum sunt unele substanțial mai mari decât cele ale prostituatelor obișnuite, ele variind după unele surse între 20 și 60 de mina (2.000-6.000 de drahme) pentru un număr neprecizat de zile. Menandru menționează că o curtezană câștiga trei mina pe zi (300 de drahme) în afară de alte avantaje, „cât zece pornai la un loc”, precizează acesta. Conform istoricului roman Aulus Gellius, curtezanele din epoca clasică elenă câștigau până la 100 de mina (10.000 de drahme) pentru o singură noapte.
Uneori este dificil să se facă distincție între hetaire și prostituatele simple, în ambele cazuri femeile respective putând fi libere sau sclave, pe cont propriu sau protejate de un susținător. Autorii antici par uneori să folosească cei doi termeni într-o manieră nediferențiată. Unii eleniști se întreabă deci care era în realitate diferența dintre hetaira și pornai și în ce măsură termenul de hetaira nu era decât un simplu eufemism.:p. 108

### Prostituția în scop religios
Grecia Antică nu a cunoscut un fenomen de practicare a prostituției în scopuri religioase de amploare comparabilă celei care a existat în Orientul Apropiat. Singurele cazuri cunoscute se referă la zone de la periferia lumii grecești (Sicilia, Cipru, Regatul Pontului sau Capadocia).
În Grecia propriu-zisă, Corintul constituie o excepție: într-o relatare târzie din epoca romană, Strabon arată că în Acrocorint (acropola Corintului) erau găzduite mai mult de o mie de sclave de templu (ἱεροσοὐλος - hierodoulos), prostituate (ἑταίρας - hetairas), văzute de cetățeni ca un fel de preotese, sursă de bogăție pentru oraș. De aici își are originea și proverbul care spune că „nu este dat oricui să meargă la Corint”, care pune accentul atât pe caracterul plăcut al unei astfel de călătorii, dar și a costurilor implicate.:p. 155
Atenaios menționează o relatare a unui obicei corintian de către Cameleon din Heracleea, în cartea sa despre Pindar, conform căruia, în circumstanțe excepționale, când cineva venea să se roage Afroditei, acesta invita un număr cât mai mare de prostituate să i se alăture la această rugăciune. Odată rugăciunile terminate, acestea aveau dreptul să asiste în continuare la ceremonii. Atenaios continuă spunând: „Când simplii cetățeni se roagă la zeiță să le fie îndeplinite diferitele lor dorințe, ei se angajează că, în cazul în care dorințele lor li se îndeplinesc, vor aduce în dar templului prostituate, ca semn al recunoștinței lor.:32 Deja în anul 464 î.e.n. un anume Xenofon din Corint, învingător în cursele de marș și pentatlon la o ediție a Jocurilor Olimpice, dedica Afroditei, în semn de mulțumire, o sută de tinere fete pentru templul zeiței. El i-a comandat lui Pindar un imn solemn care celebra „fetele prea primitoare pentru străini, servitoarele lui Peitho (zeița persuasiunii) din fastuosul Corint.”:33
La rândul său, Alexis din Samos în al sale „Anale ale Samosului” precizează că „orașul Corint celebrează o sărbătoare a Afroditei pentru prostituate, una care este total diferită de sărbătoarea rezervată femeilor cinstite. În timpul acestei sărbători este obiceiul ca târfele să se distreze și chiar le este permis să se îmbete la festinuri.”
Realitatea prostituției în scopuri religioase în Corint are însă și contestatari: astfel se afirmă că Strabon n-ar fi relatat din experiența sa personală, ci ar fi născocit lucrurile povestite, sprijinindu-se pe cunoștințele pe care le avea despre prostituția în scop religios din Orientul Apropiat. În același timp se afirmă că niciuna din structurile descoperite până acum pe Acrocorint n-ar fi permis găzduirea unui număr așa de mare de persoane, iar termenul de „hierodoulos” poate fi folosit și fără să se refere neapărat la prostituție.:57 În replică la aceste afirmații, se obiectează că ele nu țin cont de mărturiile lui Pindar, iar descrierea lui Strabon nu corespunde nici cu relatările lui Herodot despre prostituția în scop religios în Babilon, nici cu cele ale lui Strabon însuși asupra acestui fenomen în Armenia și Egipt.:p. 96

### Situația din Sparta
Între toate cetățile, numai Sparta era renumită în toată lumea greacă pentru că nu adăpostea nici o pornai. Plutarh explică acest lucru prin absența din oraș a metalelor prețioase și a unei monede adevărate – spartanii foloseau o monedă din fier care nu era recunoscută nicăieri altundeva – astfel că niciun proxenet nu a găsit profitabil să se instaleze în acest oraș. De fapt, nu se regăsesc mărturii ale practicării prostituției obișnuite în Sparta, pe parcursul epocilor arhaică și clasică (anii 800 - 323 îen.).
Singura mărturie contradictorie din această perioadă este un vas din secolul al VI-lea î.e.n. pe care sunt prezentate femei cântând la „aulos” (flaut dublu) la un banchet de bărbați. Totuși, se pare că pe acel vas nu este prezentată o realitate spartană din epocă, ci doar o simplă reprezentare a unei teme iconografice. Prezența în pictura respectivă a unui demon înaripat, a vegetației și a unui altar poate lăsa să se creadă în mod egal că este vorba de un banchet ritual în onoarea unei divinități locale legată de fertilitate, cum ar fi Artemis sau Apollo.
Cu toate acestea, și Sparta a cunoscut obiceiul curtezanelor (hetaire) în epoca clasică (anii 510 – 323 îen.). Atenaios evocă curtezanele cu care Alcibiade a făcut nunta în timpul exilului său în Sparta (415-414 îen.). Xenofon, relatând despre Conspirația lui Cinadon (începutul secolului al IV-lea î.e.n.), precizează că principalul suspect este îndepărtat din oraș sub pretextul de a fi oprit pentru sine „o femeie care trecea acolo [în Aulon] drept o femeie foarte frumoasă, dar care era acuzată de a-i corupe pe Lacedemonienii, tineri și bătrâni, care veneau la Aulon”. Era cel mai probabil vorba de o hetairă.
Începând cu secolul al III-lea î.e.n. cel puțin, odată ce mari cantități de monede străine au început să circule în Laconia, Sparta a intrat definitiv în rândul celorlalte orașe grecești și în această privință. În epoca elenistică (323 î.e.n. - 146 e.n.), Polemon din Ilion descria în opera sa Ofrande Lacedemoniei un portret al celebrei hetaire Cottina și statuia unei vaci de bronz care îi fusese dedicată. El adaugă că, încă din acele timpuri, bordelul pe care aceasta îl ținea lângă templul lui Dionis era prezentat ca o curiozitate.

### Condiția socială a prostituatelor

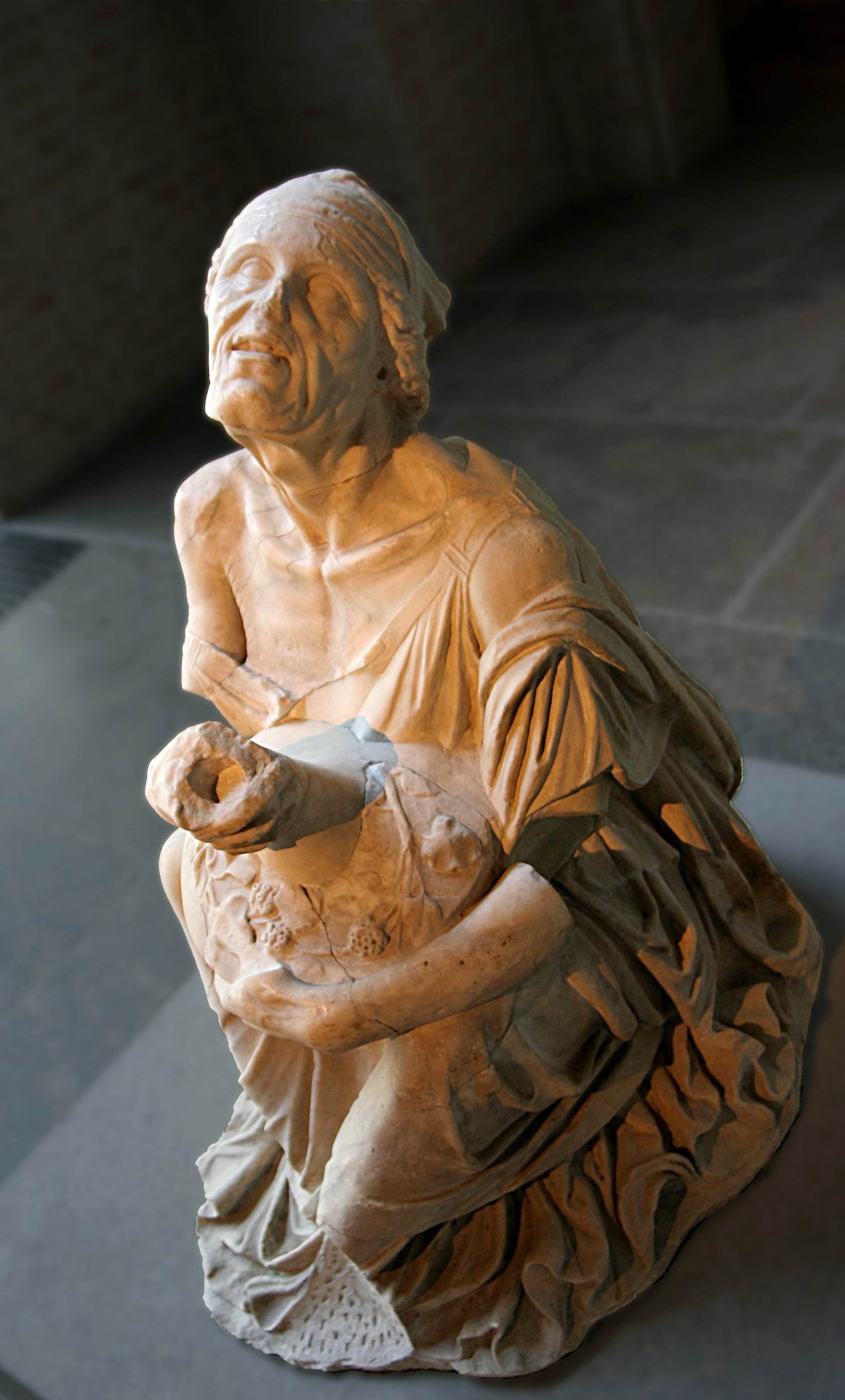
Prostituată bătrână

Care era condiția socială a prostituatelor din Grecia Antică este dificil de evaluat. Ca femei, ele erau deja marginalizate în societatea greacă. Nu ne-au parvenit mărturii directe despre viața lor sau despre condițiile din bordelurile în care lucrau. E de presupus totuși că bordelurile din Grecia fuseseră similare cu cele din Roma Antică așa cum au fost descrise de anumiți scriitori sau cum s-au păstrat conservate în Pompei: locuri sumbre, înghesuite și urât mirositoare. Unul din numeroșii termeni argotici din limba greacă prin care erau desemnate prostituatele era khamaitypes (χαμαιτυπής), în traducere literală „care lovește pământul”, indicând prin aceasta că prestațiile acestora aveau loc direct pe solul gol.
Anumiți autori, cum ar fi Lucian din Samosata în Dialogul Curtezanelor sau Alcifron în scrisorile sale de răspuns, prezintă scene cu prostituate discutând între ele, dar aici vorbim de opere de ficțiune. Prostituatele evocate sunt fie prostituate independente, fie curtezane (hetaire): sursele citate nu se apleacă aproape deloc asupra cazului femeilor sclave, în afară de a le considera ca bunuri ce pot fi valorificate. Aceste izvoare istorice arată clar ce credeau bărbații greci despre prostituate: în primul și în primul rând le reproșau caracterul lor mercantilist. Pentru un grec din antichitate, o persoană care se prostituează, bărbat sau femeie, o face din sărăcie și/sau de dragul câștigului material, dorința sexuală nefiind pentru acestea un factor de luat în considerație. Rapacitatea prostituatelor este o temă de satiră curentă în comediile grecești. Trebuie spus că în Atena acestea erau singurele femei care mânuiau bani, ceea ce a generat probabil resentimentele populației masculine față de ele. Altă explicație, cariera unei prostituate independente era una scurtă și incertă: veniturile ei scăzând odată cu trecerea anilor. Pentru a putea trăi și la bătrânețe, ea trebuia să agonisească câți de mulți bani era posibil, atâta timp cât era tânără.
Tratatele de medicină din Grecia Antică ne furnizează o anumită imagine, deși parțială și incompletă, a vieții lor de zi cu zi. Astfel prostituatele sclave, pentru a putea produce venituri, trebuia să evite prin toate mijloacele să rămână însărcinate. Tehnicile contraceptive folosite de greci sunt puțin cunoscute, mult mai puțin cunoscute decât cele folosite de romani. Într-un tratat atribuit lui Hipocrate, autorul descrie cu precizie cazul unei dansatoare „care avea obiceiul de a merge cu bărbați”, căreia i-a recomandat să sară cu posteriorul lipit de călcâie pentru a face să cadă sperma și să evite astfel orice risc. Și mai simplu, sunt mărturii conform cărora prostituatele din Corint le-ar fi cerut clienților lor să le sodomizeze, doar pentru a evita să rămână însărcinate.:101
Pare la fel de plauzibil ca prostituatele „pornai” să fi recurs la avort sau la pruncucidere. În cazul prostituatelor independente, situația era mai puțin clară: o eventuală fiică putea să fie „educată” în profesie, să îi succeadă mamei sale și astfel aceasta să aibă pe cineva care să o întrețină odată ce devenea bătrână.

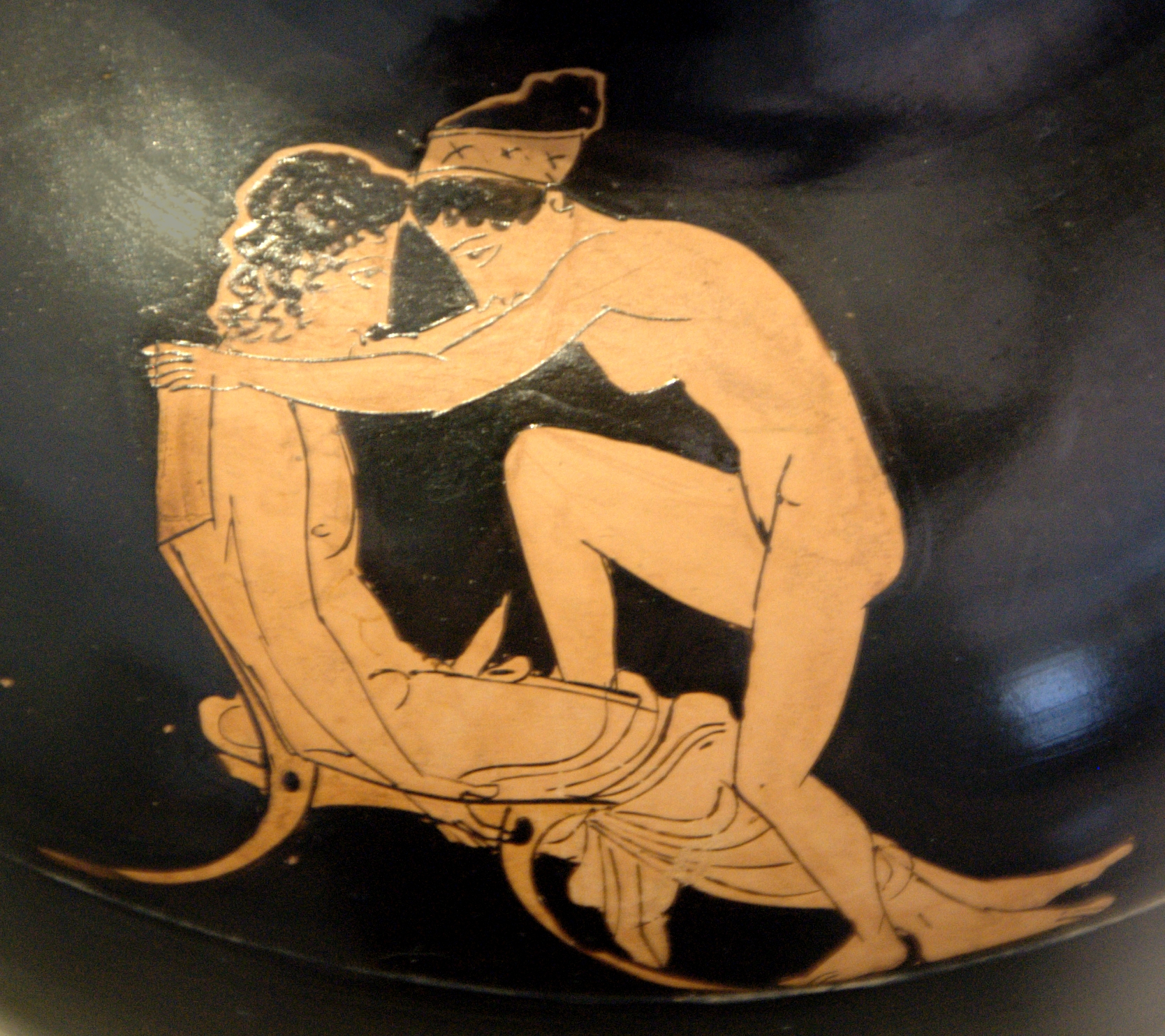
O prostituată și clientul său

Ceramica antică grecească furnizează și ea mărturii despre viața cotidiană a prostituatelor. Reprezentările acestora, foarte frecvente, pot fi grupate în patru tipuri: scene de banchet, relații sexuale, scene din toaletă și scene de rele tratamente. În scenele din toaletă, în mod frecvent prostituatele au corp puțin atrăgător: sâni lăsați, perne de grăsime, etc. Pe un vas este chiar reprezentată o prostituată pe cale să se urineze într-o oală de noapte. În reprezentarea actelor sexuale, prezența prostituatelor este anunțată prin reprezentarea unei pungi cu bani, care vine să amintească de caracterul mercantilist al acestor relații.
Poziția cel mai des reprezentată este cea cu bărbatul în spatele femeii, fiind de multe ori dificil de făcut diferența dacă este vorba de o scenă de sex normal sau de sodomie. Femeile sun cel mai frecvent aplecate din mijloc cu mâinile sprijinite pe sol. Practicarea sodomiei era considerată degradantă pentru un bărbat adult, în același timp această poziție punea femeia într-o postură de inferioritate, fiind considerată puțin avantajoasă pentru ele (prin opoziție cu „poziția misionarului”).:p. 174-179 În sfârșit, pe un număr de vase sunt reprezentate scene în care prostituatele erau amenințate cu un baston sau cu o sandală și constrânse astfel să accepte să întrețină relații sexuale considerate degradante de către greci: sexul oral, sodomia, sexul în grup.
În fine, dacă hetairele erau fără nicio îndoială cele mei libere femei din Grecia Antică, se poate constata că au existat numeroase cazuri în care acestea au devenit femei respectabile, găsindu-și un soț sau un concubin stabil: cea mai cunoscută dintre acestea, Neera, a cărei carieră este descrisă într-un celebru proces judiciar, a reușit să crească trei copii până să fie descoperit trecutul său de hetairă. La fel, Aspazia a fost aleasă drept concubină, de fapt soție după cum spun unele surse, de însuși Pericle. Athenaios menționa că „târfele care se transformă în femei onorabile sunt în general mai de încredere decât acele doamne care își glorifică propria respectabilitate”, și citează mai mulți oameni de seamă care au fost fiii unui cetățean și ai unei curtezane, cum ar fi strategul Timotei, fiul lui Conon. În schimb, nu se cunoaște niciun exemplu de femeie cetățeană care să se fi făcut de bună voie hetairă.

### Prostituatele în literatură

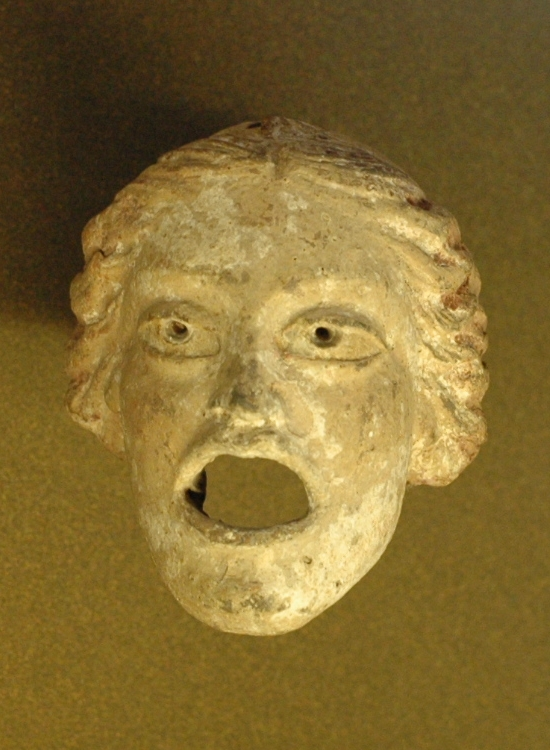
Mască de curtezană

În perioada „Comediei Noi” a Comediei Antice Grecești, prostituatele  au devenit, după trecerea modei cu sclavele, adevărate vedete ale reprezentațiilor de comedie. Pot fi identificate mai multe motive pentru această situație: unul este că piesele din perioada „Comediei Vechi” erau saturate cu subiecte politice, în timp ce „Comedia Nouă” aducea în dezbatere teme legate de viața privată și cotidiană a atenienilor. Pe lângă aceasta, convențiile sociale interziceau unei femei cu o anumită poziție socială să apară în public, deci, în cazul în care scena teatrală se petrecea într-un spațiu exterior, singurele femei care puteau fi văzute în mod normal pe stradă erau prostituatele.
Intrigile din piesele „Comediei Noi” recurg astfel din plin la prostituate. Ovidiu le menționează atunci când se referă la personajele din piesele lui Menandru: „Chiar dacă au personaje ca sclava vicleană, tatăl brutal, samsarul necinstit și curtezana iubitoare, piesele lui Menandru încă rezistă.” În piesele sale, curtezana poate fi o tânără ingenuă iubită de un tânăr, într-un astfel de caz, liberă și virtuoasă, ea ajunge să se prostitueze după ce a fost sedusă și abandonată de acesta, sau răpită de către pirați. Recunoscută de adevărații săi părinți grație pandantivului pe care i-l puseseră în leagăn, tânăra fată eliberată este luată în căsătorie (Oamenii din Sikyonios)
Prostituata reprezintă în același timp unul din personajele secundare cel mai des întâlnite în piesele de comedie: relația sa cu prietenul junelui-prim constituie una din intrigile amoroase secundare ale piesei. Tot Menandru este cel care a creat, prin contrast cu imaginea tradițională curtezanei cupide, un personaj curtezană cu inimă mare, cum este cea din Arbitrajul.
Din contră, în lumile utopice din piesele dramatice ale Greciei Antice nu există loc pentru prostituate. În comedia lui Aristofan Adunarea Femeilor, eroina, Praxagora, le interzice în mod oficial prezența în cetatea sa ideală „… târfele de toate felurile de care sunt, am stabilit să pun capăt industriei lor [...] pentru a rezerva vigoarea virilă a tinerilor noștri pentru noi doamnele.” După cum arată majoritatea surselor antice, prostituatele erau considerate de către femeile ateniene ca o concurență neloială.
Într-un registru diferit, Platon, în Republica, le condamnă pe prostituate ca și pe patiseriile antice, ambele acuzate de a fi introdus luxul și stricarea regulilor în cetatea ideală. Cinicul Cratos din Teba din perioada elenistică (citat de Diodor din Sicilia) descrie și el un oraș în care există o comunitate a femeilor și copiilor, în maniera celei descrise de Platon, și în care prostituția este total interzisă.

## Prostituția masculină
În Grecia Antică existau în afară de prostituatele femei, și un număr semnificativ de πόρνοι - pórnoi, bărbați care se prostituau. Prima apariție atestată a acestui cuvânt s-a găsit pe inscripțiile antice de tip „grafiti” din insula Santorini. O parte dintre aceștia se adresau unei clientele feminine, existența bărbaților „gigolo” fiind atestată încă din epoca clasică prin două mențiuni din opera lui Aristofan. Astfel, în piesa Pluto, autorul pune în scenă o femeie bătrână care se lamentează că pentru a fi dezmierdată de amantul său tânăr dar constrâns de sărăcie, trebuie să-i dea acestuia în schimb bani peșin, măsuri de făină sau chiar haine.
Existența bărbaților tineri prostituați, a famenilor plătiți cu prețuri foarte mari ca expresie a unui lux rafinat, demonstrează că societatea antică greacă includea și partea de satisfacere a plăcerilor fără de implicare sentimentală. La Sicyonos în Peloponez, bărbații se prostituau de plăcere, în numele zeului Dionysos.

### Prostituție și pederastie

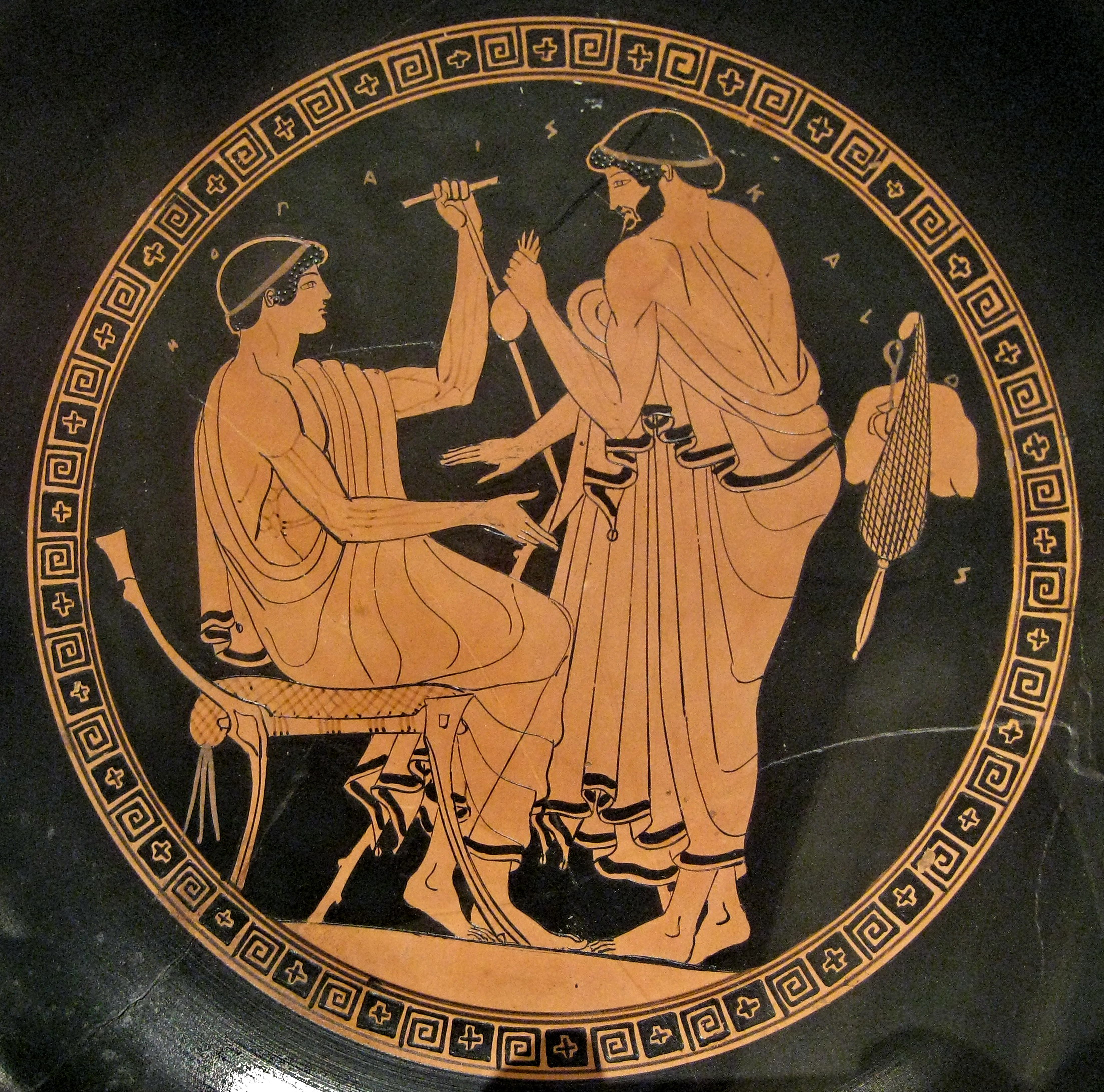
Bărbat matur oferind o sumă de bani unui tânăr în schimbul unor servicii sexuale

În contrast cu prostituția feminină, care cuprindea femei de toate vârstele, prostituția masculină este rezervată aproape în exclusivitate tinerilor adolescenți. În concepția grecilor antici, legătura dintre adult și copil, pais, nu se desfășura pe o simplă piață de trupuri, ci se circumscria paideia, conceptul educațional ce urmărea cultivarea spiritului uman. Tinerii copii de sex masculin erau mutilați, la o scară foarte extinsă, prin castrare și transformarea lor în fameni. Solon, celebrul legislator atenian, a reglementat moravurile tinerimii și s-a opus practicării prostituției de către băieții atenieni, dar nu a interzis vânzarea tinerilor sclavi destinați depravării.
În Amoruri (25-26), Pseudo-Lucian arată în mod expres:
„Ori, o femeie încă de la pubertatea sa virginală până la maturitate și chiar când ridurile bătrâneții îi brăzdează chipul, este un obiect demn de îmbrățișările și tandrețea bărbaților, și, chiar și atunci când epoca frumuseții lor a apus, experiența sa poate încă vorbi mai elocvent decât a tinerilor băieți. Dar cel care se adresează unui tânăr de douăzeci de ani îmi pare el însuși un cărător de bucurii infame, alergând după o zeiță Venus ambiguă. Brațele unui astfel de amant sunt deja ca ale unui bărbat, robuste și viguroase. Bărbia sa delicată a devenit aspră de la barba ce o acoperă iar coapsele sale rotunde sunt năpădite de păr.”—Lucian din Samosata, Amorurile
Perioada în care adolescenții erau considerați dezirabili se întindea de la pubertate până la apariția bărbii, pilozitatea unui băiat fiind un lucru extrem de dezgustător pentru grecii antici. Totuși, se cunosc cazuri de păstrare ca amant a unui băiat mai vârstnic, dar numai complet depilat.
La fel ca și avatarul său feminin, prostituția masculină nu reprezenta pentru societatea Greciei Antice un lucru scandalos. Bordelurile cu sclavi băieți funcționau la lumina zilei, nu numai în „cartierele fierbinți” din Pireu, Keramikos sau Lykavittos, dar și peste tot în oraș. Unul dintre cei mai celebri dintre acești tineri prostituați a fost fără îndoială Phaidon din Elis: făcut sclav atunci când cetatea sa a fost ocupată, el a trebuit să lucreze într-un bordel până la un moment dat, când a fost remarcat de Socrate, care aranjează să fie răscumpărat de discipolii săi. Tânărul a devenit în continuare unul din discipolii filosofului și a dat numele său, Phaidon, unuia dintre cele mai cunoscute din Dialogurile lui Platon, în care este prezentată ultima zi din viață și moartea lui Socrate. Orașele taxau prostituția masculină la fel ca pe cea feminină.:§ 119 Într-unul dintre discursurile sale Contra lui Timarh, oratorului Eschine i se permite să facă o descriere completă, în instanță, a unui bordel masculin.:§ 74 Clientela unui astfel de stabiliment nu era supusă vreunei rigori legale sau oprobriului public.

### Prostituție și cetățenie

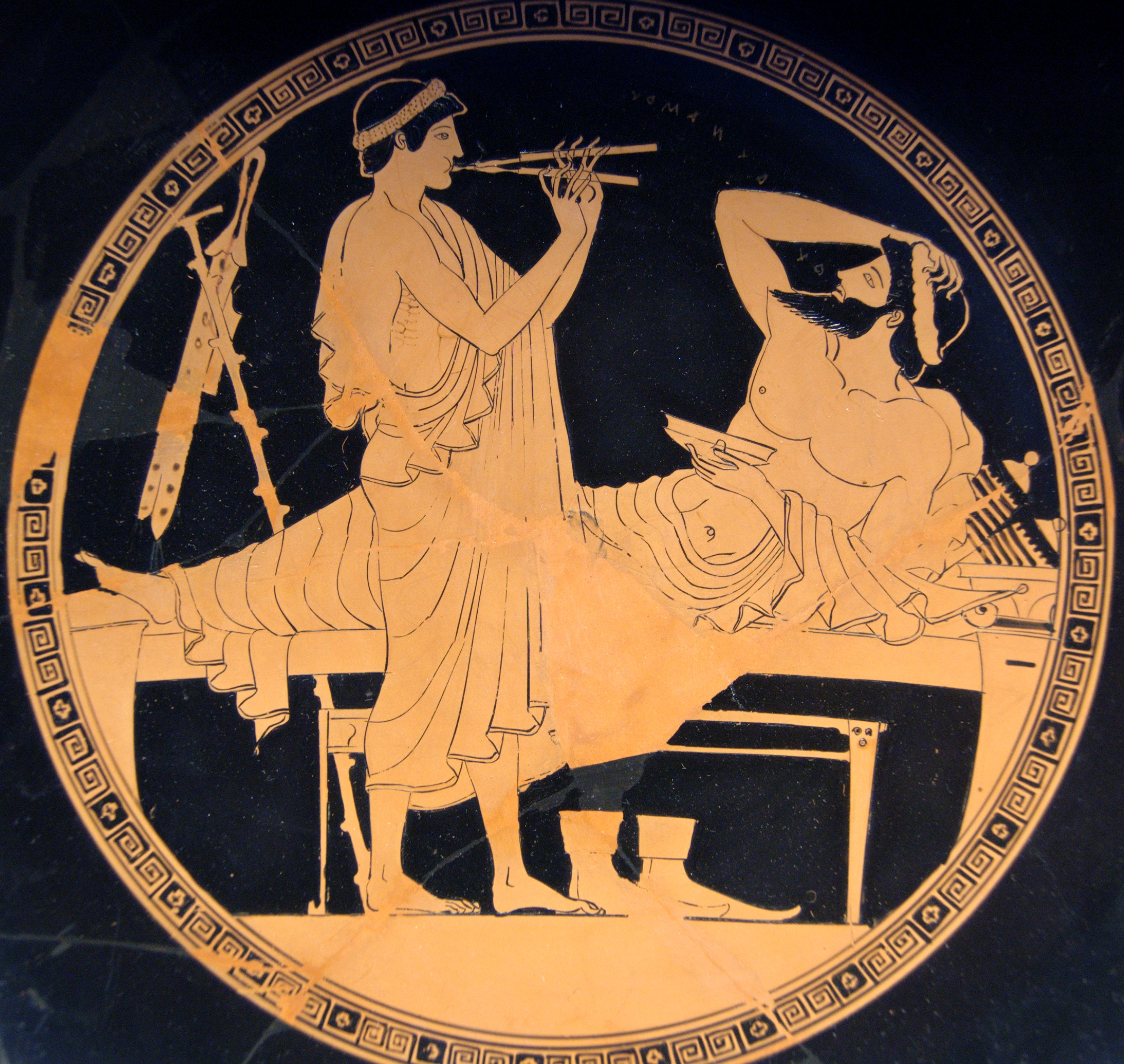
Tânăr muzicant la un banchet

Existența prostituției masculine pe o scară mare arată că înclinațiile pederastice nu erau apanajul doar al unei clase superioare favorizate. Dacă cetățenii obișnuiți nu aveau nici mijloacele, nici timpul necesar pentru a practica ritualurile erotice aristocratice — observarea la gimnazion (complexul sportiv al cetății), curtarea, oferirea de cadouri — în schimb fiecare își putea satisface poftele recurgând la serviciile oferite de prostituție. Spre deosebire de femeile prostituate, băieții care se prostituau erau protejați prin lege împotriva tuturor agresiunilor fizice, și că nu se cunoaște nici un exemplu de relație sexuală între un stăpân și sclavul său, până la o mențiune într-o piesă a lui Xenofon, din jurul anului 400 î.e.n. Un alt motiv pentru recurgerea la prostituția masculină era existența tabuurilor sexuale: astfel, faptul de a practica felația era pentru grecii antici un act degradant.:p. 96:p. 99 Pe cale de consecință, într-o relație amoroasă homosexuală erastês (partenerul matur dominant) nu putea cere o astfel de favoare de la erômenos („prea iubit”), partenerul mai tânăr, pentru faptul că acesta din urmă era un viitor cetățean. Soluția într-un astfel de caz era recurgerea la prostituați.
Așadar, chiar dacă exercitarea prostituției era o îndeletnicire legală, ea era una puțin onorabilă din punct de vedere social. Ea era în mod obișnuit apanajul sclavilor sau, mai pe larg vorbind a non-cetățenilor. La Atena, practicarea ei atrăgea pentru un cetățean consecințe politice importante cum era ἀτιμία - atimía, pierderea drepturilor civile publice. Astfel se explică și acțiunea din „Contra lui Timarh”: Eschine este atacat de Timarh, iar la rândul său, pentru a se apăra, Eschine îl acuză pe acuzatorul său că a practicat prostituția în tinerețe. Prin urmare, Timarh ar fi trebuit să fie decăzut din drepturile sale politice, printre care dreptul de a face plângere împotriva cuiva. Ca și corolar al acestei reguli, a pune un adolescent să se prostitueze sau oferirea de bani acestuia în schimbul unor favoruri sexuale era pedepsită sever, deoarece aceasta însemna practic să-l privezi pe acel tânăr de viitoarele sale drepturi civice.
Acest mod de gândire al grecilor a fost explicat de Eschine, citând din lege articolul referitor la δοκιμασία - dokimasia (examenul pe care îl susțineau toți magistrații atenieni înainte de numirea în funcție), care prevedea că un cetățean care se prostitua ('πεπορνευμένος - peporneuménos) sau era întreținut ('ἡταιρηκώς - hêtairêkốs) era privat de dreptul de a vorbi în public, deoarece „acela care și-a vândut propriul său trup pentru ca alții să-l folosească pentru plăcerile lor (ἐφ’ ὕϐρει – eph hubris) nu vor ezita să vândă interesele comunității în ansamblul său.”:§ 29 Acuzațiile lui Timeos din Taormina contra lui Agatocle din Siracuza folosesc aceeași tematică: un prostituat era prin definiție cineva care abdică de la propria sa demnitate pentru a satisface dorințele altora: un „prostituat vulgar (κοινὸν πόρνον - koinòn pórnon) aflat la dispoziția celor mai depravați o „gaiță”, un „șoim”, care-și prezintă posteriorul oricui îl dorește.”

### Tarife
Ca și în cazul femeilor, tarifele pentru prostituați erau variabile. Atenaios menționează că un băiat își oferea favorurile pentru un obol, totuși modicitatea sumei face ca informația să fie tratată cu rezerve. Straton din Sardinia, un autor de epigrame din secolul al II-lea e.n. evocă o tranzacție de cinci drahme. O scrisoare din Pseudo-Eschine estima la 3.000 de drahme venitul realizat de un anume Mélanopos, probabil însă că de-a lungul întregii sale cariere.
Se pare că aici s-ar putea încadra toate categoriile prostituției masculine. Eschine, în „Contra lui Timarh”, distingea două astfel de categorii: prostituații și băieții întreținuți.:§ 299 El adaugă puțin mai departe că dacă Timarh s-ar fi mulțumit să rămână cu primul său protector, conduita sa ar fi fost mai puțin reprobabilă. Ori, nu numai că Timarh l-a părăsit pe acel om pentru un altul, dar el a „colecționat” protectori, demonstrând astfel, conform lui Eschine, că el nu era un băiat întreținut (hêtairêkôs) ci un prostituat (peporneumenos).:§ 51-52